# Acalypha notteana
Acalypha notteana é uma espécie de flor do gênero Acalypha, pertencente à família Euphorbiaceae.